# Les Aventures des Schtroumpfs
Pour plus de détails, voir Fiche technique et Distribution.
Les Aventures des Schtroumpfs est un téléfilm d'animation belge noir et blanc diffusé en 1965, réalisé par Eddy Ryssack et Maurice Rosy.

## Synopsis
Le téléfilm est une adaptation de la série de bande dessinée les Schtroumpfs créée par Peyo en 1958.
Il se compose de cinq épisodes noirs et blancs de la série Les Schtroumpfs diffusée sur la RTB à partir de 1961 : Le Voleur de Schtroumpfs, L'Œuf et les Schtroumpfs, Les Schtroumpfs noirs, Le Schtroumpf et son dragon, Le Schtroumpf volant.

## Fiche technique
- Titre : Les Aventures des Schtroumpfs
- Réalisation : Eddy Ryssack, Maurice Rosy
- Auteur BD : Peyo
- Scénaristes : Peyo, Yvan Delporte
- Musique : Roland Renerte
- Production : Charles Dupuis
- Sociétés de production : TVA Dupuis
- Pays d'origine :  Belgique
- Langue : français
- Durée : 87 minutes
- Dates de sortie : 1965

## Distribution

### Voix françaises
- Nelly Beghin
- Jeanine Cherel
- Jacques Courtois
- Richard Muller